# Zaradowiska
Zaradowiska – kolonia w Polsce położona w województwie kujawsko-pomorskim, w powiecie wąbrzeskim, w gminie Ryńsk. Należy do sołectwa Wałyczyk.
Według podziału administracyjnego Polski obowiązującego w latach 1975–1998, miejscowość należała do województwa toruńskiego.
We wsi znajduje się także niewykorzystywany już cmentarz ewangelicki.